# Kaj Gottlob
Kaj Gottlob, właśc. Niels August Theodor Kaj Gottlob (ur. 9 listopada 1887 w Kopenhadze, zm. 12 maja 1976 tamże) – duński architekt. Jako profesor w Królewskiej Duńskiej Akademii Sztuk rozpowszechnił neoklasycyzm i funkcjonalizm.

## Młodość i edukacja
W latach 1905–1908 uczył się w technikum, po którego ukończeniu rozpoczął studia architektoniczne w Akademii Królewskiej. Dołączył do grupy młodych neoklasyków nazywanych Den fri Architektforening. W 1914 r. ukończył studia, aby następnie, do 1917 r., uczyć w technikum. W latach 1914–1924 był asystentem na wydziale budownictwa Akademii Królewskiej. W trakcie tej pracy odbywał podróże do Grecji, Anglii, Afryki Północnej, Włoch, Francji i Austrii.
W 1924r. został mianowany profesorem. Po kolejnych 12 latach został następcą Kristoffera Varminga na stanowisku Inspektora Budowlanego i w 1938 r. opuścił posadę profesora w Akademii Królewskiej.

## Działalność zawodowa
W młodości wykazywał zainteresowanie klasyczną architekturą, będąc pod wpływem angielskiego ruchu Arts and Crafts, jednak ostatecznie, wraz z kolegami, zdecydował się na neoklasycyzm nordycki, który cechuje czerpanie z modernizmu, neoklasycyzmu i ludowej architektury. Dał temu wyraz w projekcie duńskiego domu studenckiego w Paryżu z 1929 r. Jego twórczość była przełomem dla Skandynawii. W projekcie Ørstedhus w Kopenhadze z 1934 r. można odczytać kilka klasycznych zasad kompozycyjnych, w tym symetrię i hierarchiczność fasady.
Jego projekty kopenhaskich szkół były zerwaniem z klasycyzmem. Aula Katrinedal Skole z 1935 r. przez wiele lat była wzorem wielu duńskich szkół. Svagbønsskole z 1937 r. została zbudowana wraz z Skolen ved Sundet i wyróżniała się przeszkolonymi północnymi oknami, które prowadziły na boisko szkolne. Zarówno Katrinedal Skole, jak i Svagbønsskole miały zaprojektowane aule w myśl modernistycznych ideałów - troska o światło, powietrze i zdrowie. Największym projektem Gottloba są budynki uniwersyteckie w Nørrefælled, jednak najsłynniejszym dziełem są dwa mosty - Knippelbro i Langebro.

### Projekty mebli
W latach 20. zaprojektował meble, które stanowiły wyposażenie duńskiego pawilon na światowej wystawie w Paryżu w 1925 r. Wykonał je stolarz A.J. Iversen. Te modernistyczne meble były często wykorzystane do ekspozycji muzealnych w Design Muzeum. Przykładem jest krzesło Klimos-Stuhl, które Gottlob zaprojektował w 1922 r., a stworzył je Fritz Hansen.